# Grèzes (Dordogne)
Grèzes is een plaats en voormalige gemeente in het Franse departement Dordogne in de regio Nouvelle-Aquitaine en telt 159 inwoners (1999). De plaats maakt deel uit van het arrondissement Sarlat-la-Canéda.

## Geschiedenis
Grèzes is op 1 januari 2017 gefuseerd met de gemeente Chavagnac tot de gemeente Les Coteaux Périgourdins. 

## Geografie
De oppervlakte van Grèzes bedraagt 5,8 km², de bevolkingsdichtheid is 27,4 inwoners per km².
De onderstaande kaart toont de ligging van Grèzes (Dordogne) met de belangrijkste infrastructuur en aangrenzende gemeenten.

## Demografie
Onderstaande figuur toont het verloop van het inwonertal.